# Sternarchella terminalis
Sternarchella terminalis är en fiskart som först beskrevs av Eigenmann och Allen 1942.  Sternarchella terminalis ingår i släktet Sternarchella och familjen Apteronotidae. Inga underarter finns listade i Catalogue of Life.